# Cesonia bryantae
Cesonia bryantae är en spindelart som beskrevs av Norman I. Platnick och Mohammad U. Shadab 1980. Cesonia bryantae ingår i släktet Cesonia och familjen plattbuksspindlar.
Artens utbredningsområde är Jamaica. Inga underarter finns listade i Catalogue of Life.